# El amateur (película de 1999)
 El amateur  es una película de Argentina filmada en colores dirigida por Juan Bautista Stagnaro sobre su propio guion escrito según la obra teatral homónima de Mauricio Dayub que se estrenó el 22 de abril de 1999 y que tuvo como actores principales a Mauricio Dayub,   Vando Villamil, Juan Verdaguer y Cacho Espíndola.
Fue filmada parcialmente en la ciudad de Chascomús, provincia de Buenos Aires y es la última película de Juan Verdaguer.

## Sinopsis
El obrero de un frigorífico y un desempleado encaran el desafío de superar el récord de permanencia en bicicleta.

## Reparto
- Mauricio Dayub…Pájaro
- Vando Villamil…Lopecito
- Juan Verdaguer
- Cacho Espíndola…Intendente Giordano
- Alejandra Puy
- Walter Santa Ana
- Susana Salerno
- Mirta Wons
- Arturo Goetz…Concejal
- Gabriel Stagnaro
- Roly Serrano
- Carlos Lanari…Tesorero
- Nelly Tesolín…La Muda
- Pedro Heredia...	Ramón
- Carlos Lanari
- Martín Carella
- Darío Grandinetti...Funcionario municipal
- Augusto Herman Brites
- Roberto Silvano
- Abel Frías
- Ricky Barrios
- Carlos Santamaría
- Susana Salerno
- Leandro Regúnaga
- Pablo Buccardi
- Alfredo Cecconi
- Juan Palomino

## Premios y nominaciones
Asociación de Cronistas Cinematográficos de la Argentina
Premios Cóndor 2000
- Jaime Roos, Ganador del Premio a la Mejor Música
- Mauricio Dayub, nominado al Premio al Mejor Actor
- Mirta Wons, nominada al Premio a la Mejor Revelación Femenina
- Juan Bautista Stagnaro, nominado al Premio al Mejor Guion Adaptado
- Miguel Pérez, nominado al Premio al Mejor Montaje

## Comentarios
Juan Minatel en Sin Cortes escribió:

«…una hermosa metáfora impulsada a través de situaciones alegóricas y sumbologías que engloban las sensaciones humanas, en especial, las de ganar o perder.»

A.P. en El Menú escribió:

«….lo que construye es una salida bien patética para la crisis de las utopías donde a la resignación de una sociedad que cuenta con más de 3 millones de “amateurs” ya no se le puede conformar con un sueño cumplido pero no disfrutado como una especie de migaja espiritual que se tira a ver qué pasa.»

Quintín en El Amante del Cine  opinó:

«la adaptación…careció de ideas y rellenó el espacio teatral, originalmente abstracto, con figuras invitadas, chascarrillos inconducentes, ilustraciones sin vida y sin propósito…película cruel, sórdida, como la caridad humana que evoca: se regodea en el embrutecimiento y ofrece a cambio una piedad que encubre el desprecio…asoma una violencia inexplicable, feroz, ajena, incluso al planteo del filme…no es el argumento el que está contaminado por esta pulsión sino la cámara, los gestos de los actores, el tono de las voces, la rigidez de la planificación.»

Manrupe y Portela escriben:

«…prolija …resulta una aburrida y peligrosa exaltación del conformismo temático y cinematográfico.»